# Diadémmotmot
A diadémmotmot (Momotus momota) a madarak osztályának verébalakúak (Passeriformes) rendjébe és a motmotfélék (Momotidae) családjába tartozó faj.

## Rendszerezése
A fajt Carl von Linné svéd természettudós írta le 1758-ban, a Ramphastos nembe Ramphastos momota néven.

## Alfajai
Alfajai egy részét önálló fajjá nyilvánították, ez hatással van az elterjedésére is.
- Momotus momota coeruliceps – (Gould, 1836) vagy Momotus coeruliceps
- Momotus momota goldmani – (Nelson, 1900)
- Momotus momota exiguus – (Ridgway, 1912) - Yucatán félsziget
- Momotus momota lessonii – (Lesson, 1842) vagy Momotus lessonii
- Momotus momota conexus – (Thayer & Bangs, 1906) - Panama és Kolumbia
- Momotus momota subrufescens – (P. L. Sclater, 1853) vagy Momotus subrufescens
- Momotus momota spatha – (Wetmore, 1946) - Kolumbia.
- Momotus momota osgoodi – (Cory, 1913) - Venezuela és Kolumbia
- Momotus momota bahamensis – (Swainson, 1838) vagy Momotus bahamensis
- Momotus momota olivaresi – (Hernández & Romero, 1978) - Kolumbia
- Momotus momota argenticinctus – (Sharpe, 1892) vagy Momotus argenticinctus
- Momotus momota microstephanus – (P. L. Sclater, 1858) - Kolumbia, Venezuela, Ecuador, Peru és Brazília
- Momotus momota momota – (Linnaeus, 1766) - Brazília
- Momotus momota ignobilis – (Berlepsch, 1889) - Peru, Bolívia és Brazília
- Momotus momota simplex – (Chapman, 1923) - Brazília
- Momotus momota cametensis – (Snethlage, 1912)
- Momotus momota parensis – (Sharpe, 1892)
- Momotus momota marcgraviana – (Pinto & Camargo, 1961) - Brazília
- Momotus momota nattereri – (P. L. Sclater, 1858) - Bolívia
- Momotus momota pilcomajensis – (Reichenow, 1919) – Bolívia, Argentína és Brazília

## Előfordulása
Argentína, Bolívia, Brazília, Kolumbia, Ecuador, Francia Guyana, Guyana, Paraguay, Peru, Suriname és Venezuela területén honos. Természetes élőhelyei a szubtrópusi és trópusi esőerdők és lombhullató erdők, folyóvizek közelében. Állandó, nem vonuló faj.

## Megjelenése
Testhossza 38–43 centiméter, testsúlya 77-145 gramm.
|  |

## Életmódja
Általában magányosan él. Tápláléka rovarokból, gyíkokból és gyümölcsökből áll. Alkonyatkor és hajnalban aktív.

## Szaporodása
Szaporodási ideje az esős hónapra esik, augusztustól októberig tart, amikor puha a talaj. Fészkét alagútba építi. Fészekalja 3–4 fehér tojásból áll, melyen 21 napig kotlik. A fiatalok tollazata hasonlít a felnőttekére, csak hiányzik a hosszú farok.

## Természetvédelmi helyzete
Az elterjedési területe rendkívül nagy, egyedszáma viszont csökkenő, de még nem éri el a kritikus szintet. A Természetvédelmi Világszövetség Vörös listáján nem fenyegetett fajként szerepel.